# ایر جورجین
ایر جورجین (به انگلیسی: Air Georgian) یک شرکت هواپیمایی با کد یاتا ZX است که در ۱۹۹۴ میلادی تأسیس شده‌است. قطب ایر جورجین در فرودگاه بین‌المللی پیرسون تورنتو قرار دارد.